# Stokhem
Stokhem (Limburgs: Sjtókhem) is een buurtschap van Wijlre in de gemeente Gulpen-Wittem en ligt in het dal van de Geul. Het achtervoegsel hem slaat op het woord heim ((t)huis) of plaats, wat aangeeft dat hier al zeer lang mensen wonen. Stok verwijst naar stam of familie, verzameling of groep, zoals bij  een stok bijen, een stok speelkaarten of stokvooraad. Oude schrijfwijzen zijn: Stokkem, in 1399 Stochem en in 1840 Stockem. Ook komt wel Stokkum en Stockheim voor.
Vanuit Stokhem gaat er een weg richting het westen de helling de Doodemansweg op naar Berghof en gaat er een pad (Heischenweg) door de Abelschegrub naar Ingber. Via een pad naar het noorden loopt er een pad langs de Gronselenput en de Geul naar Schin op Geul, dat daarbij de Groeve onder de Keutenberg passeert . Vanaf nabij de Gronselenput loopt ook door de Gronzedelle een pad het plateau op. Naar het oosten loopt er een pad naar Wijlre en de weg naar het zuiden gaat via Kasteel Wijlre in de richting van Wijlre, Beertsenhoven en Gulpen.
Aan de dorpsstraat richting de Geul liggen enkele vakwerkhuizen. Heel Stokhem telt ca 75 huizen en boerderijen. Aan de westrand van Stokhem staat een forse Mariakapel.

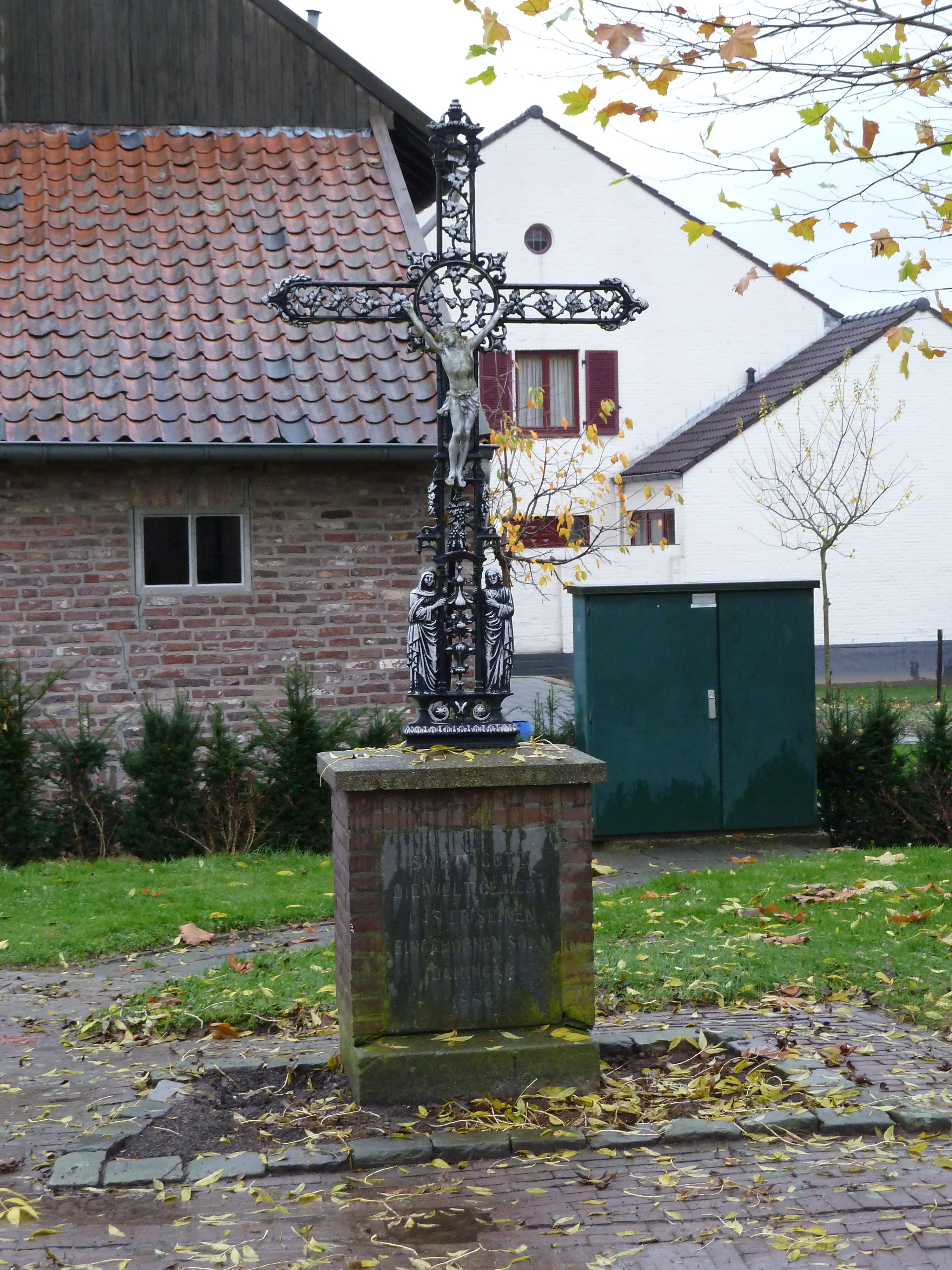
Wegkruis op kruising
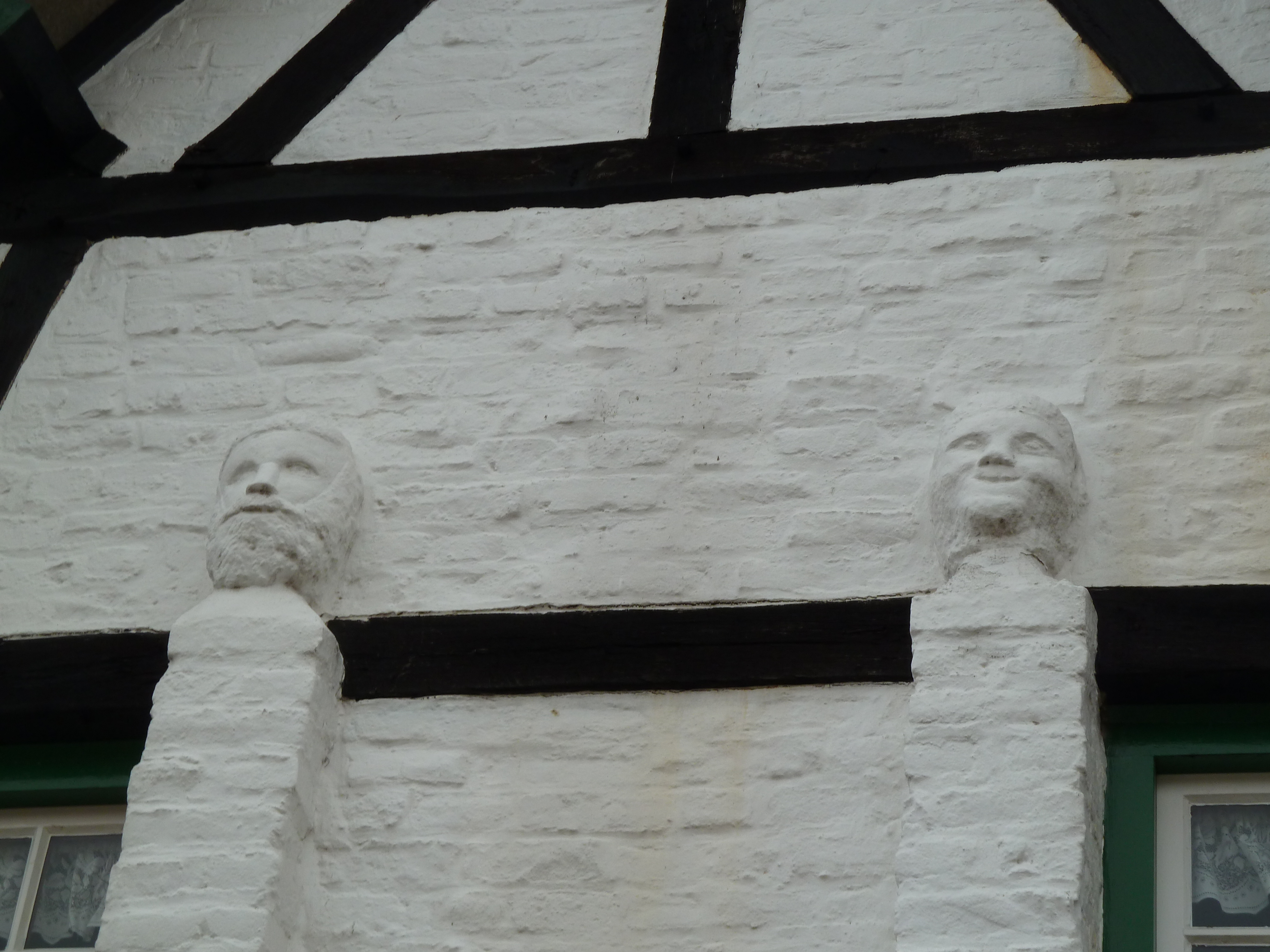
Gevelversiering van vakwerkboerderij
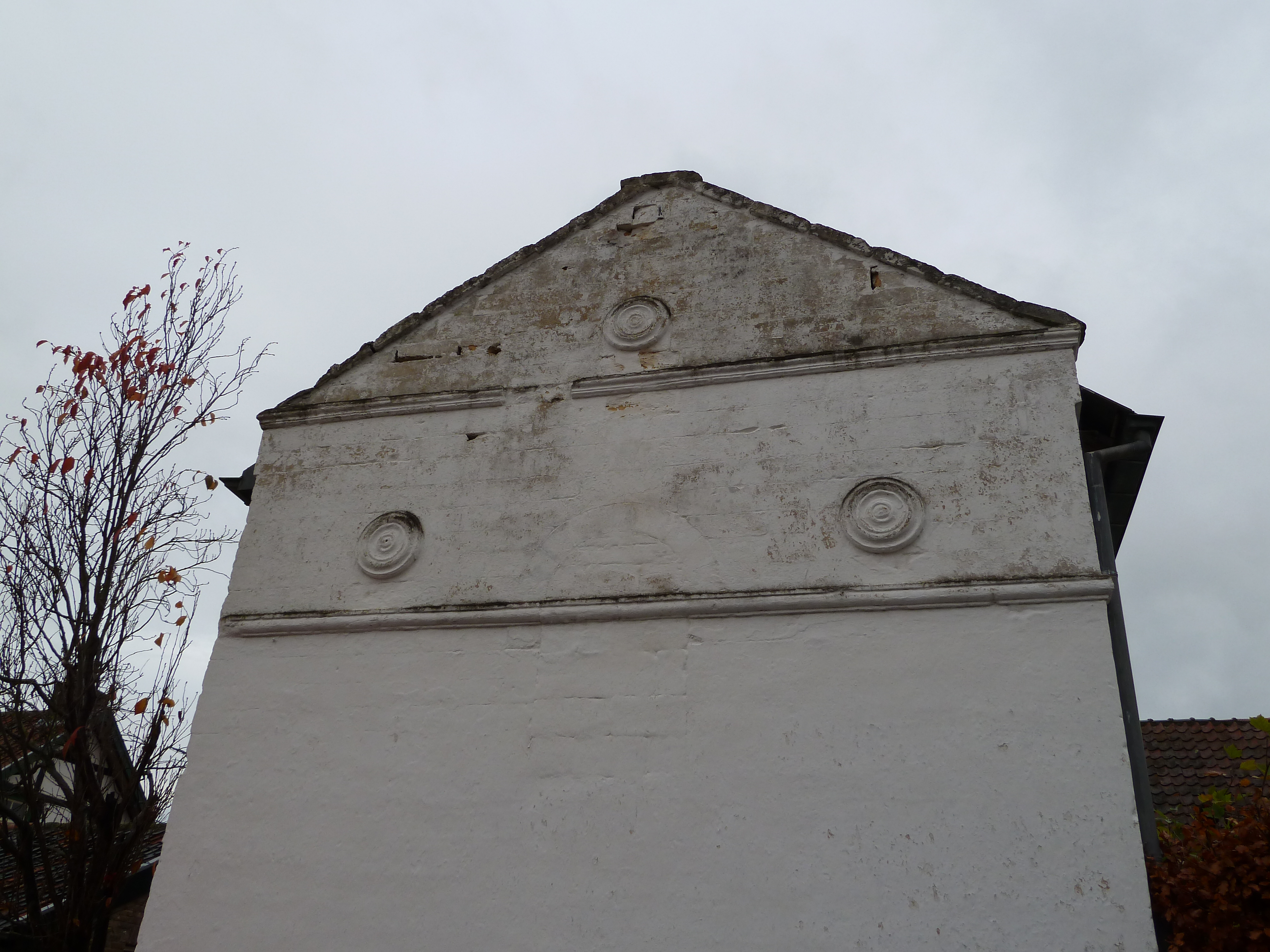
Idem
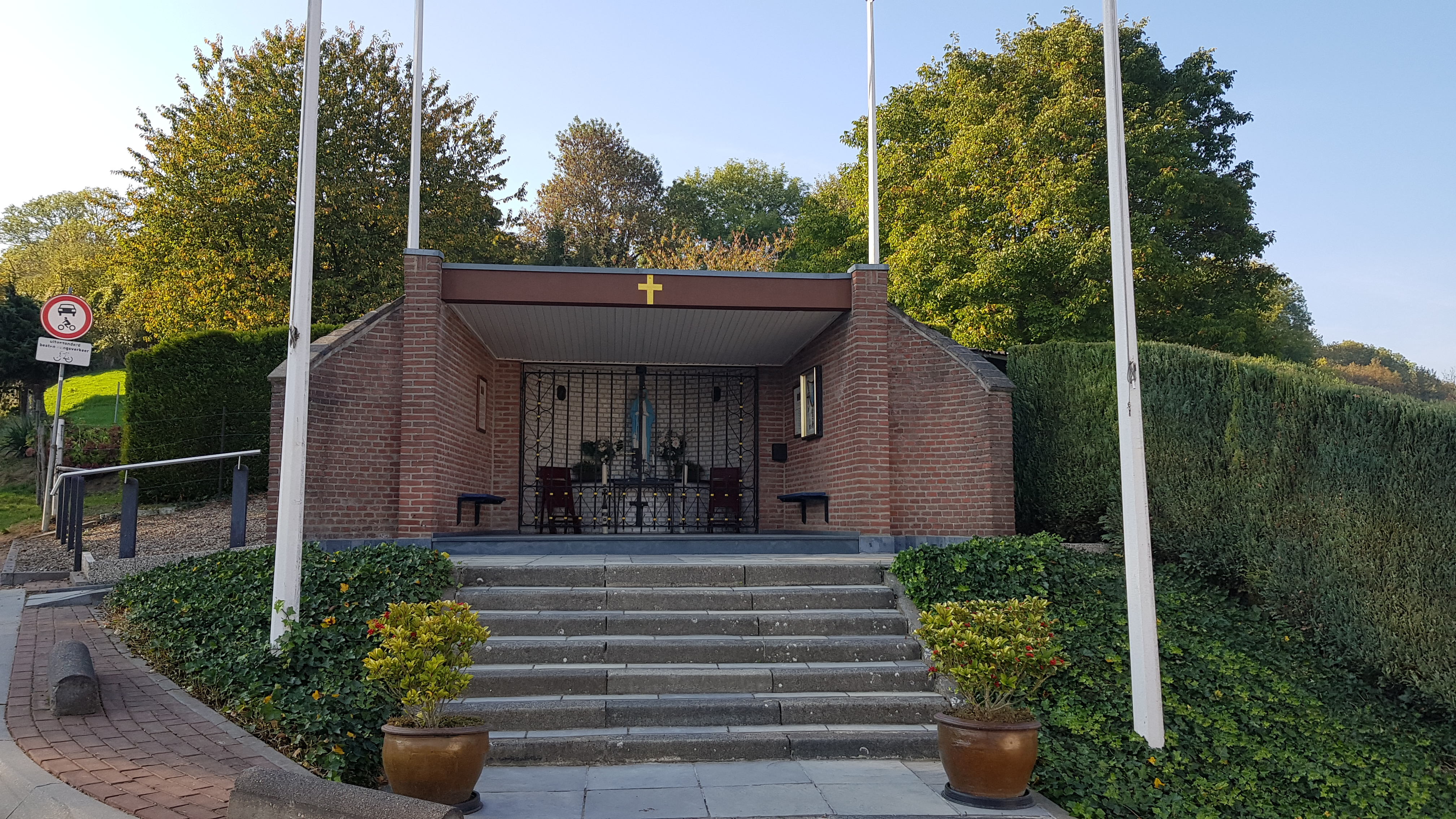
De Mariakapel

## Vakwerkboerderijen in Stokhem
In Stokhem staan 6 vakwerkboerderijen en -huizen die tevens rijksmonument zijn.

Vakwerkgebouwen in Stokhem die rijksmonument zijn
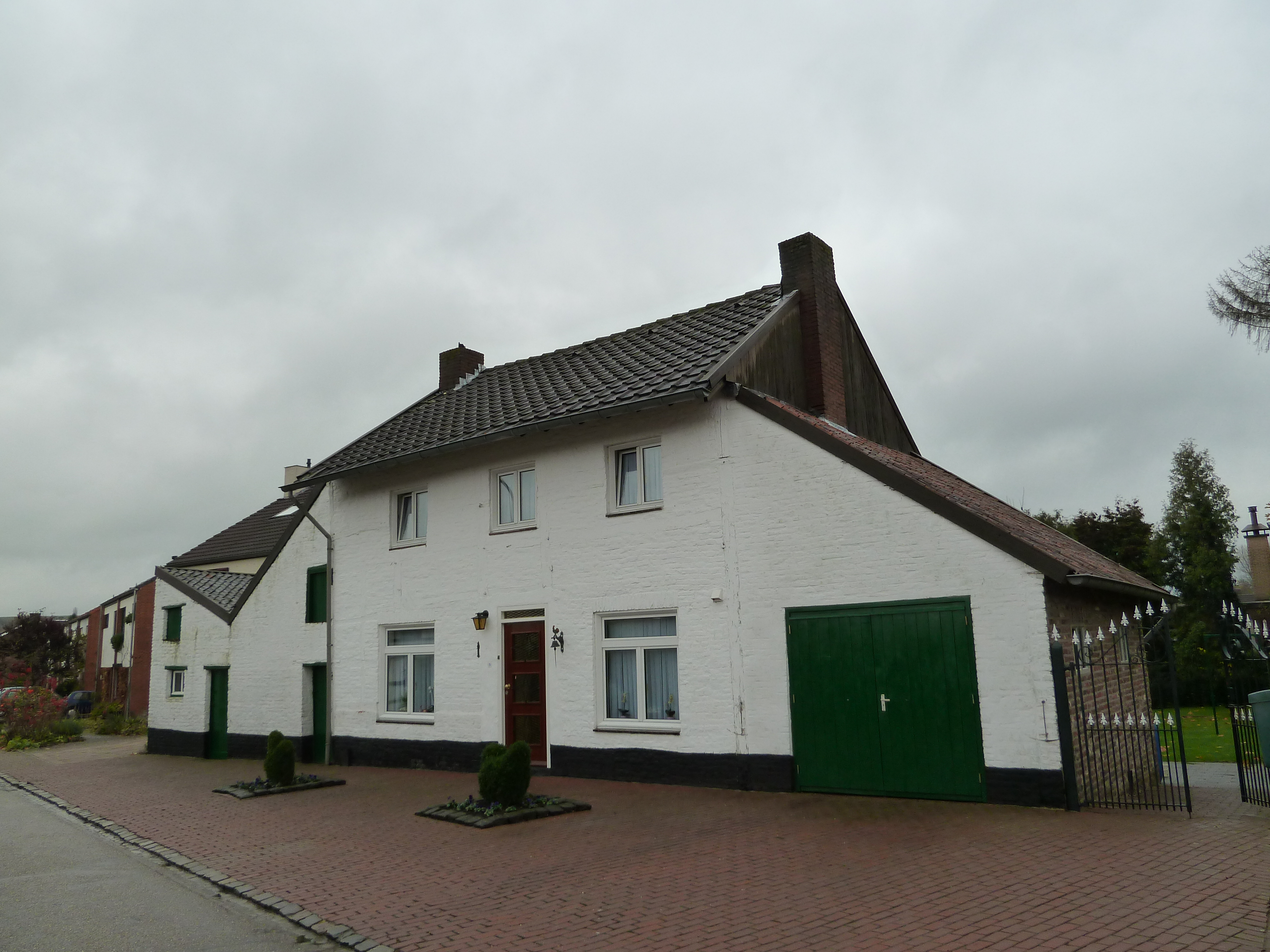
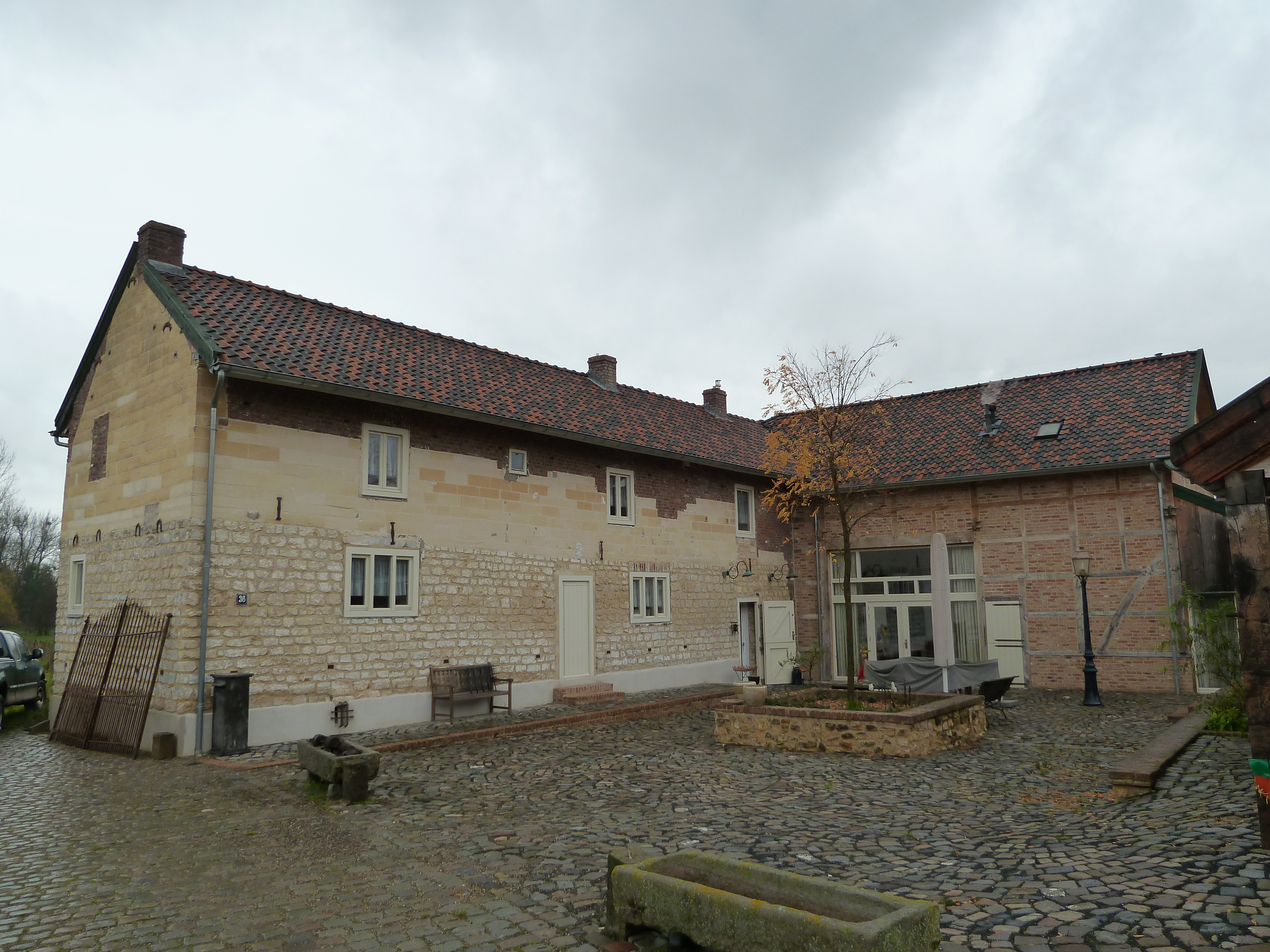
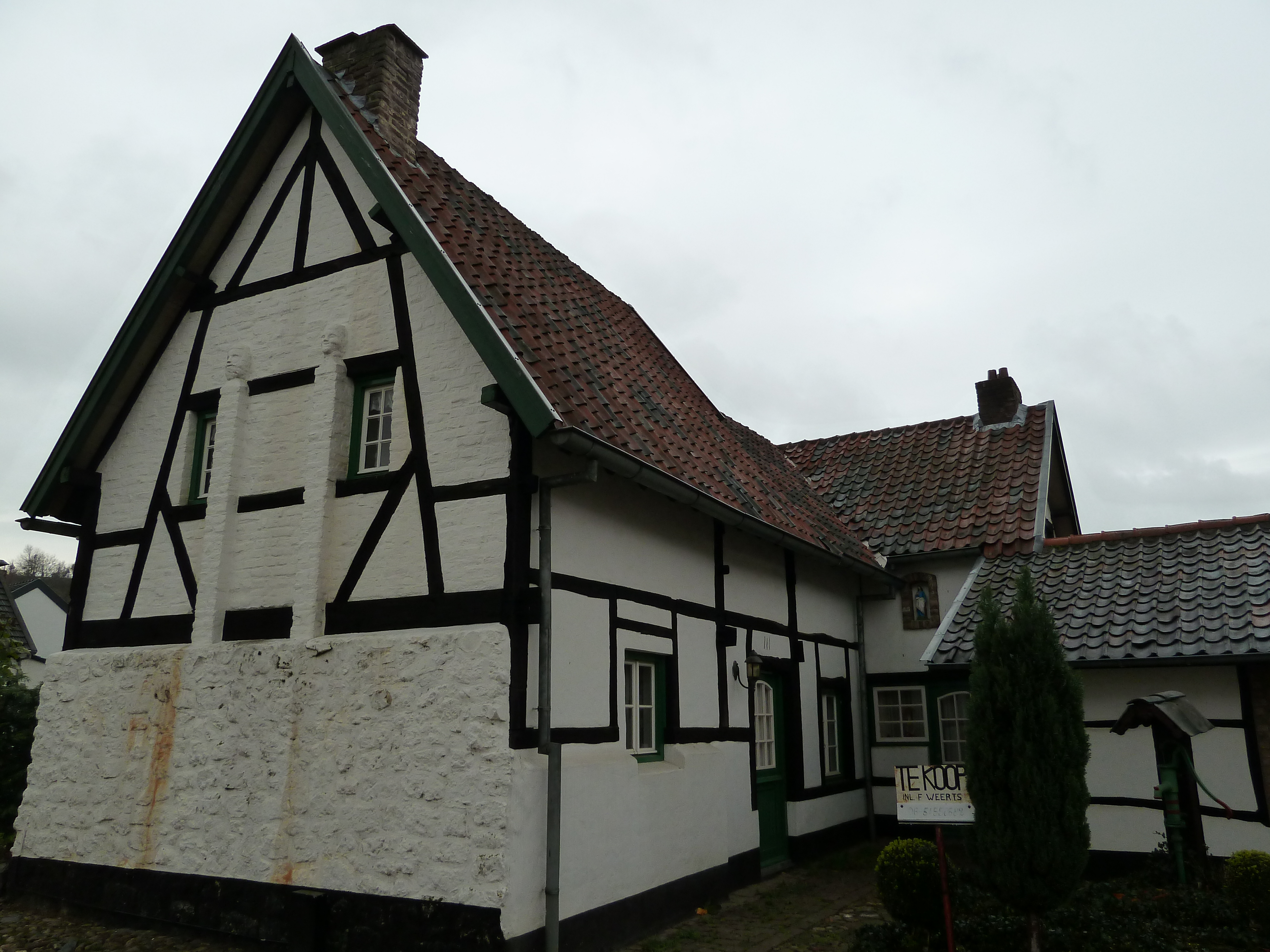
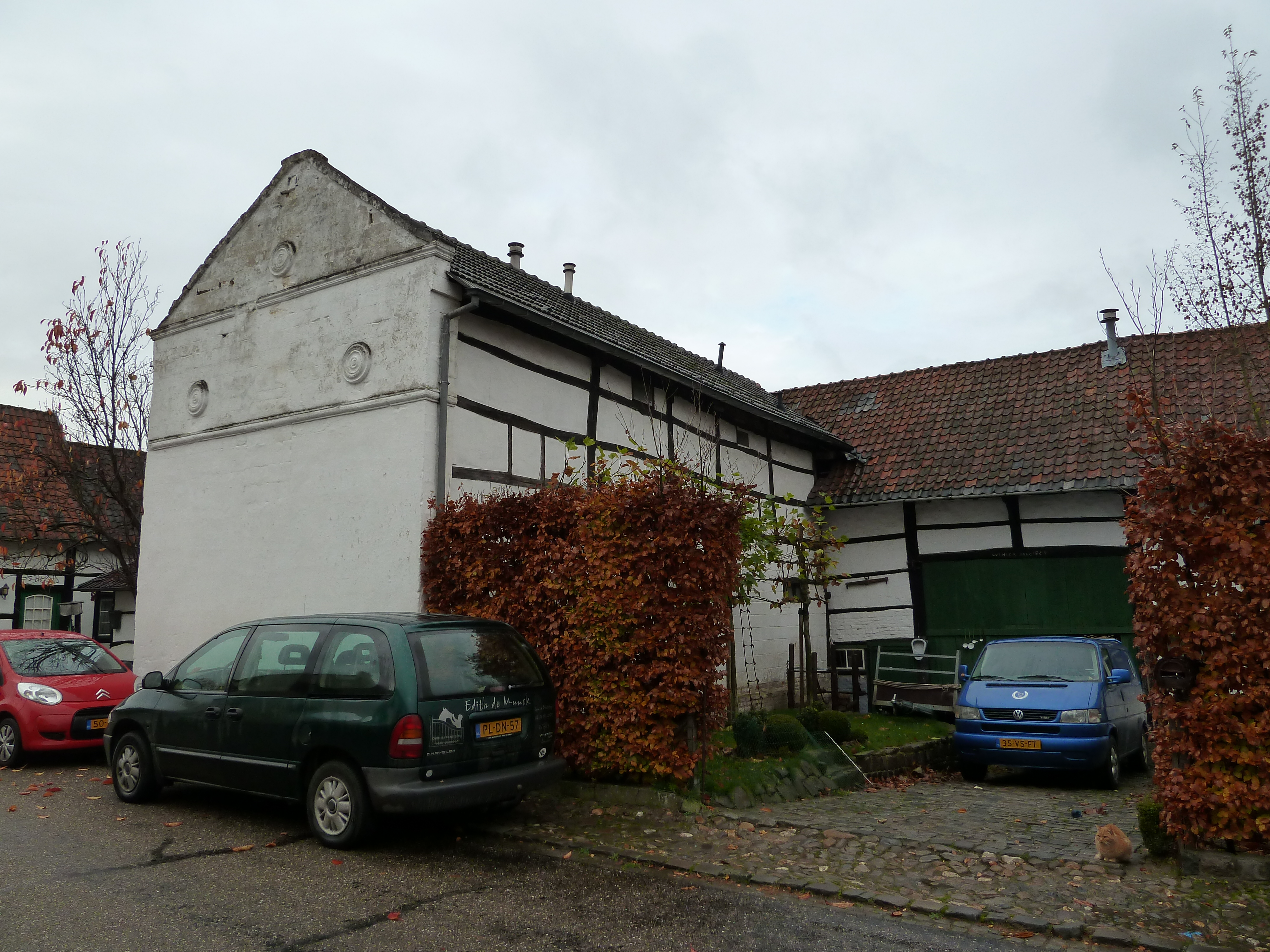
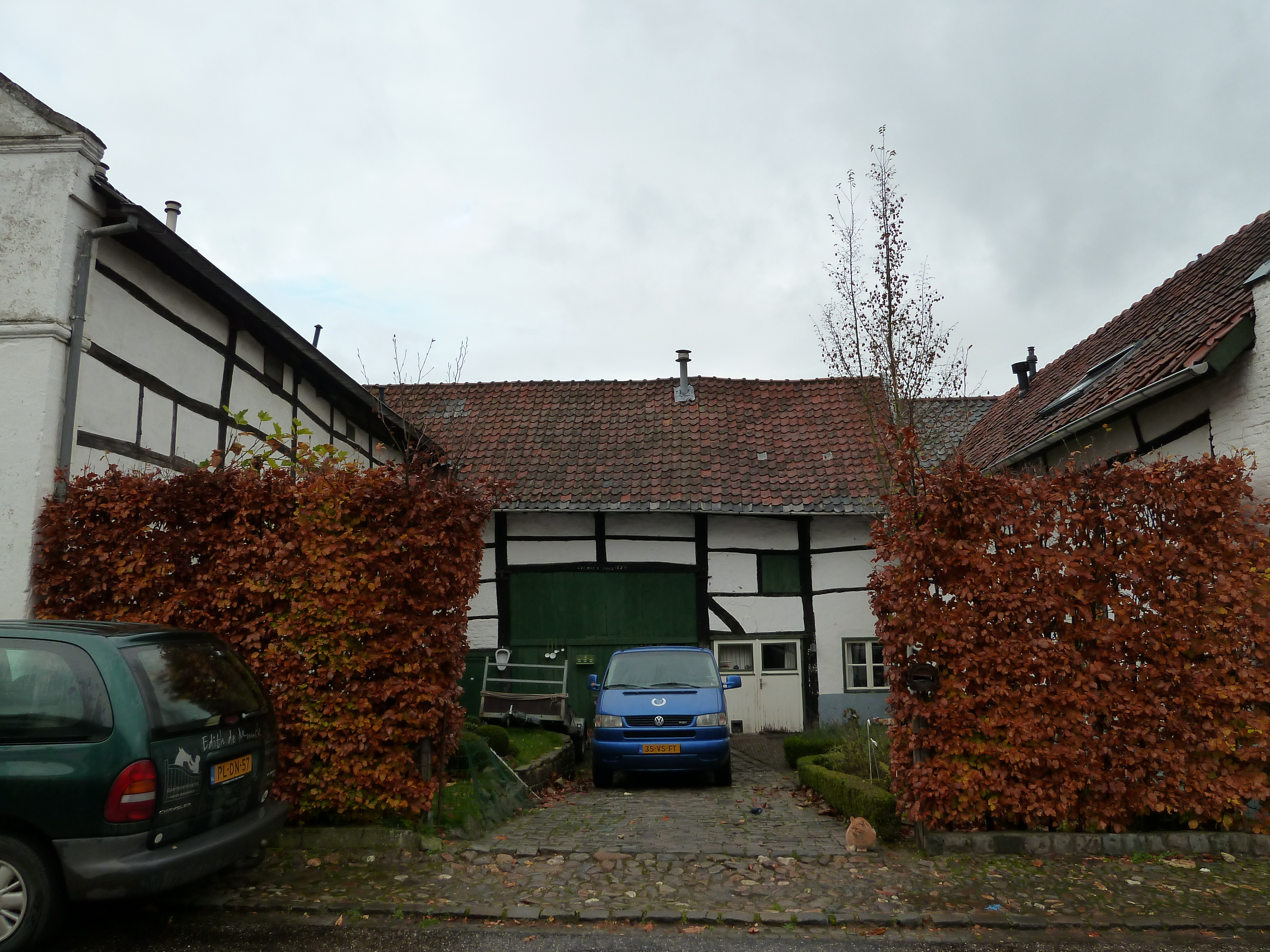
Tussen twee vakwerkboerderijen
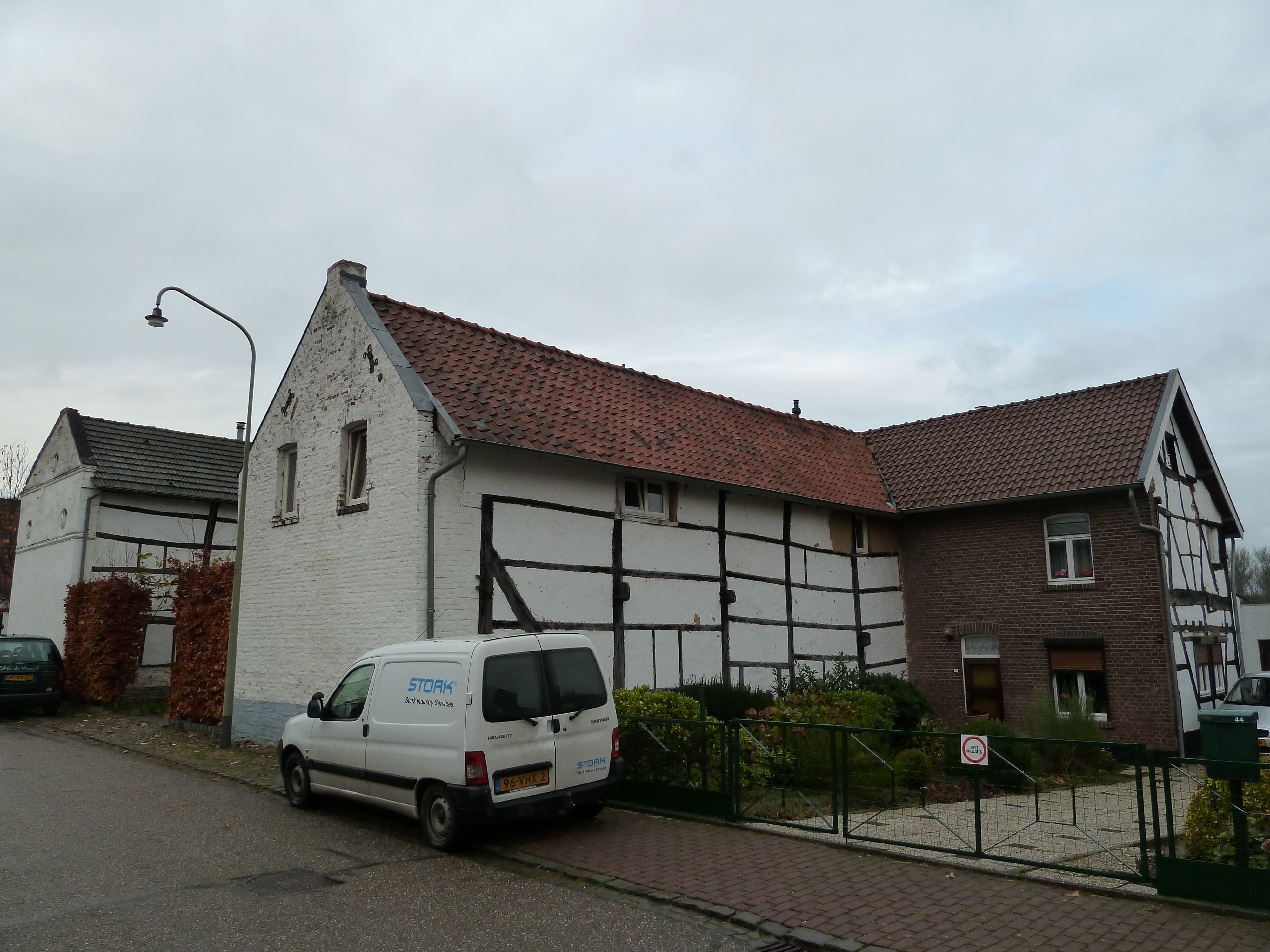
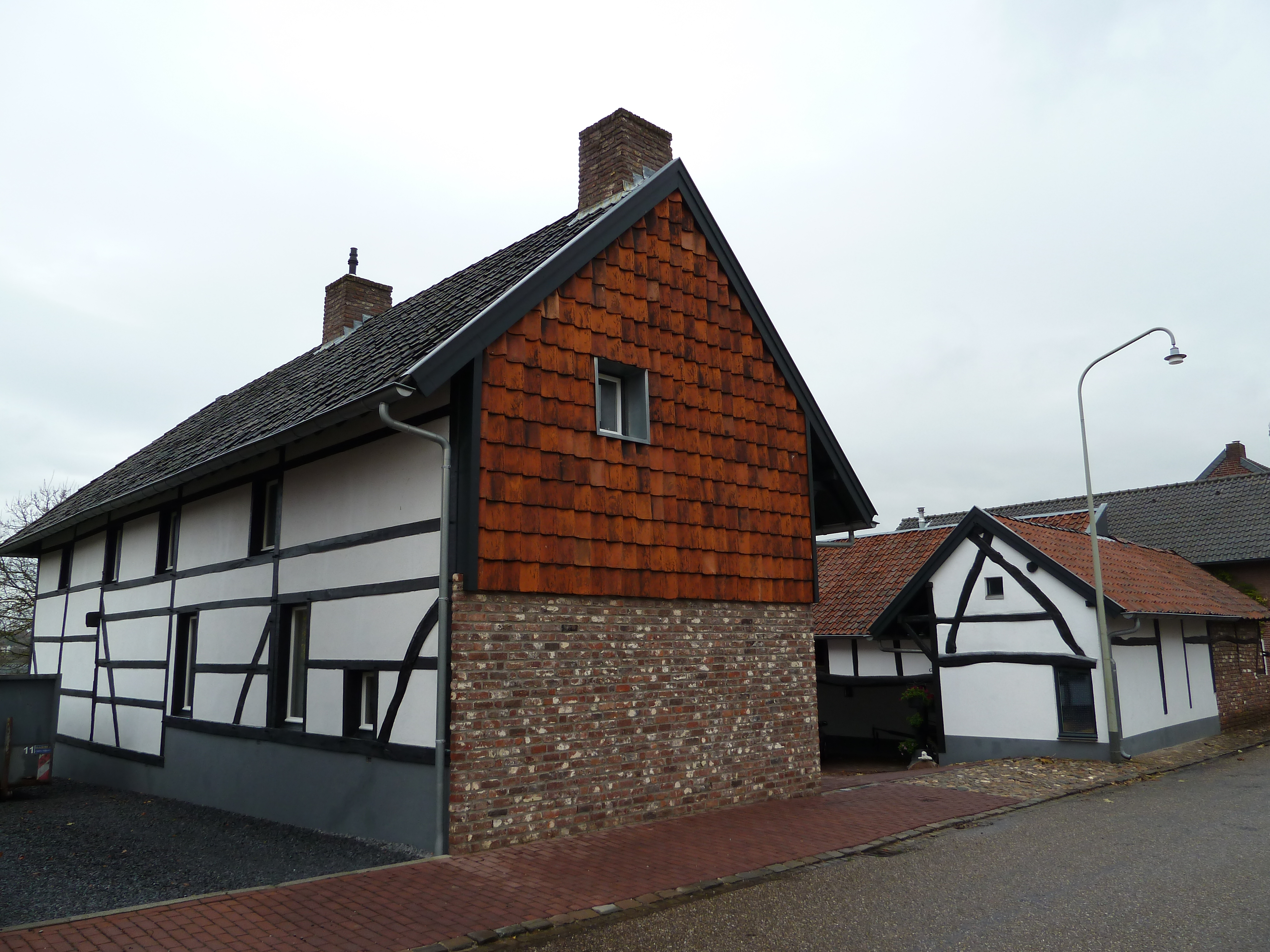
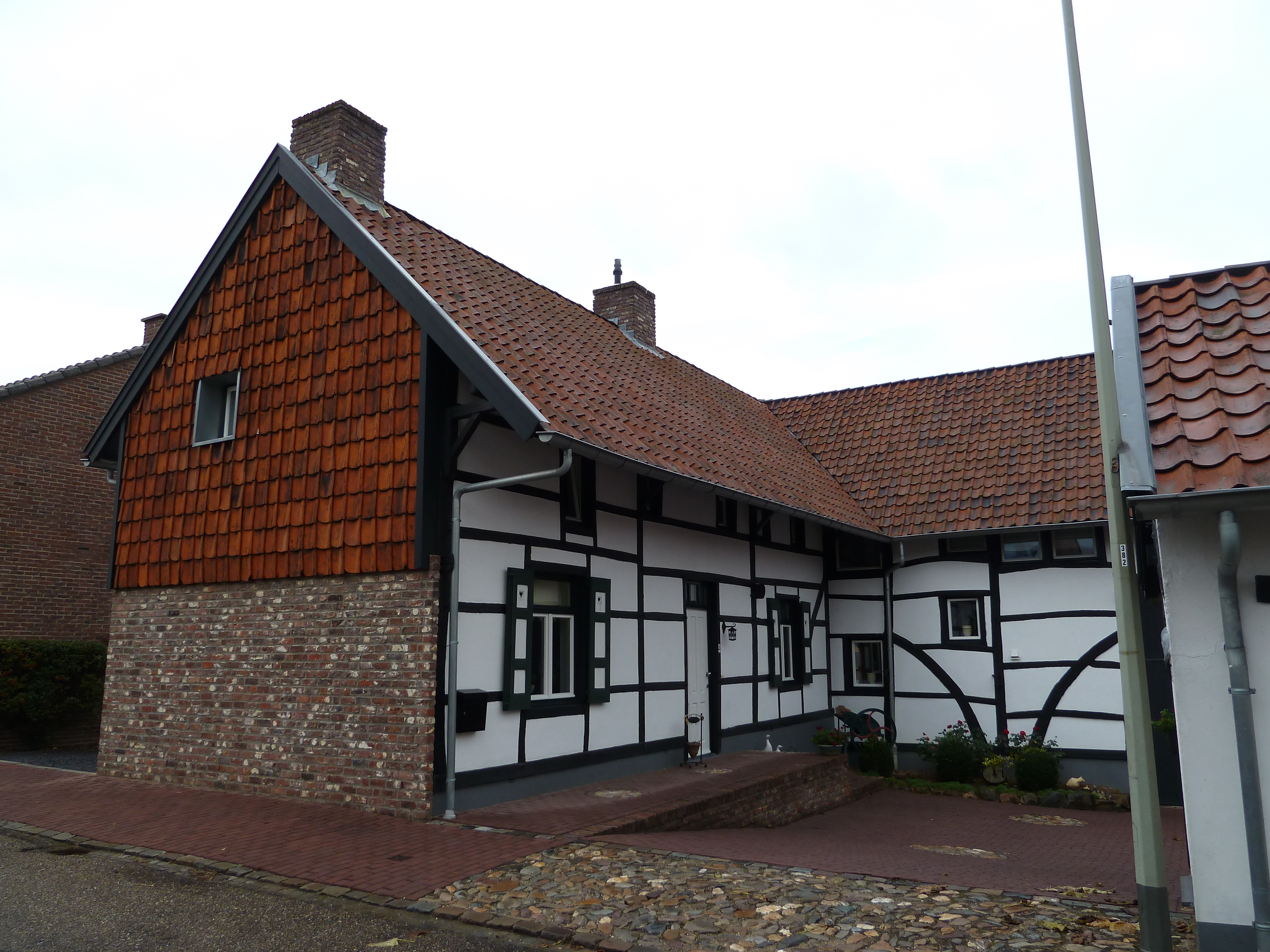

Dorpen: Epen · Eys · Gulpen · Mechelen · Nijswiller · Partij-Wittem · Reijmerstok · Slenaken · Wahlwiller · Wijlre

Gehuchten en buurtschappen: Beertsenhoven · Berghem · Berghof · Beutenaken · Billinghuizen · Bissen · Bommerig · Broek · Cartils · Crapoel · Dal · Diependal · Elkenrade · Elzet · Eperheide · Etenaken · Euverem · Eyserhalte · Eyserheide · Gracht Burggraaf · Heijenrath · Helle · Hilleshagen · Höfke · Hoogcruts · Hurpesch · De Hut · Ingber · Kapolder · Kleeberg · Klein-Kullen · Klein-Kuttingen · Kosberg · Kuttingen · Landsrade · Overeys · Overgeul · Partij · Pesaken · De Piepert · Plaat · Schilberg · Schweiberg · Sinselbeek · Stokhem · Terpoorten · Terziet · Trintelen · Waterop · Wittem

Limburg: Steden en dorpen      Nederland: Provincies · Gemeenten